# Giovanni Abate
Giovanni Abate (Crotone, 2 luglio 1981) è un ex calciatore italiano, di ruolo attaccante, allenatore di calcio.

## Caratteristiche tecniche
Abate era un attaccante prima punta.
Le sue qualità principali erano la velocità di inserimento e una discreta finalizzazione.

## Carriera

### Giocatore
Muove i suoi primi passi nel Siracusa proveniente dal settore giovanile del Megara Augusta, dove da giovanissimo riesce a mettersi in mostra nel campionato regionale di Eccellenza realizzando tante reti. Nel 2001 passa nelle giovanili del Palermo, debuttando nella squadra rosanero nella stagione 2001-2002 collezionando 3 presenze in gare ufficiali in Serie B.
L'anno successivo girato in prestito all'Avellino ci rimase per due stagioni totalizzando 13 presenze e segnando il suo primo gol in carriera.
Successivamente, venne girato in prestito alla Viterbese, dove rimase per sei mesi, per poi essere ceduto all'Isernia.
Nella stagione 2004-2005 vestì la maglia del Gela, dove rimase per due stagioni. Poi, venne ceduto prima al San Marino, poi al Portogruaro e infine al Mantova dove collezionò 12 presenze in Serie B nell'arco di un'intera annata.
Nel campionato 2010-2011 dopo aver vestito la maglia del Siracusa venne ceduto al Trapani con il quale nel 2012/2013 conquista la promozione in Serie B.
Il 24 dicembre 2014 nella sfida casalinga contro l'Avellino vinta per 4-1 dai granata realizza la sua prima tripletta in carriera.
Il 9 giugno 2015 annuncia l'addio al club siciliano con una lettera pubblicata sul sito. Viene ingaggiato dal Brescia dove raggiunge l'allenatore Roberto Boscaglia che già lo aveva guidato a Trapani. Realizza la prima rete alla settima giornata nella vittoria esterna 1-3 a Como dell'11 ottobre, mentre il 27 ottobre segna, appena entrato in campo, il gol del pareggio in casa della capolista Crotone a pochi minuti dalla fine della gara. All'inizio della stagione 2016-2017 viene acquistato dalla Virtus Francavilla, società pugliese esordiente in Lega Pro. Segna il primo gol con i biancazzurri all'undicesima giornata nella vittoriosa trasferta di Melfi ripetendosi alla diciannovesima giornata realizzando una tripletta rifilata al Siracusa: con i suoi gol contribuisce alla storica qualificazione ai playoff per la promozione in Serie B, nella quale i biancazzurri vengono eliminati dal più blasonato Livorno: in totale scende in campo per 36 volte andando in gol in 9 occasioni.
Rimasto svincolato dopo l'esperienza in Puglia, il 18 ottobre 2017 viene acquisito dal Pro Piacenza con cui firma un contratto annuale.
Ad ottobre 2018, viene tesserato dal Flaminia CivitaCastellana, in Serie D, per poi ritirarsi a luglio 2019.

### Allenatore
Inizia l'attività di allenatore alla Viterbese nel novembre 2019, prima come collaboratore tecnico di Antonio Calabro e poi come vice allenatore di Roberto Taurino fino ad aprile 2021.
Da novembre 2021 a giugno 2024 è allenatore in seconda di Federico Nofri Onofri al Flaminia CivitaCastellana in Serie D.
Dopo una breve esperienza al Ragusa come vice di Alessandro Erra, a novembre 2024 diventa allenatore del Flaminia in Serie D, per poi essere esonerato a gennaio 2025.

## Statistiche

### Presenze e reti nei club
| Stagione           | Squadra                   | Campionato         | Campionato | Campionato | Coppe nazionali | Coppe nazionali | Coppe nazionali | Coppe continentali | Coppe continentali | Coppe continentali | Altre coppe | Altre coppe | Altre coppe | Totale | Totale |
| Stagione           | Squadra                   | Comp               | Pres       | Reti       | Comp            | Pres            | Reti            | Comp               | Pres               | Reti               | Comp        | Pres        | Reti        | Pres   | Reti   |
| ------------------ | ------------------------- | ------------------ | ---------- | ---------- | --------------- | --------------- | --------------- | ------------------ | ------------------ | ------------------ | ----------- | ----------- | ----------- | ------ | ------ |
| 1997-1998          | Prato                     | C1                 | 1          | 0          | CI-C            | -               | -               | -                  | -                  | -                  | -           | -           | -           | 1      | 0      |
| 1998-1999          | Siracusa                  | D                  | 10         | 1          | CI-D            | 1               | 0               | -                  | -                  | -                  | -           | -           | -           | 11     | 1      |
| 1999-2000          | Siracusa                  | Ecc                | 16         | 3          | CI-DS           | 1               | 1               | -                  | -                  | -                  | -           | -           | -           | 17     | 4      |
| 2000-2001          | Siracusa                  | Ecc                | 32+4       | 8+1        | CI-DS           | 2               | 0               | -                  | -                  | -                  | -           | -           | -           | 38     | 9      |
| 2001-gen. 2002     | Palermo                   | B                  | 3          | 0          | CI              | 0               | 0               | -                  | -                  | -                  | -           | -           | -           | 3      | 0      |
| gen.-giu. 2002     | Avellino                  | C1                 | 8          | 1          | CI              | -               | -               | -                  | -                  | -                  | -           | -           | -           | 8      | 1      |
| 2002-gen. 2003     | Avellino                  | C1                 | 5          | 0          | CI+CI-C         | 0+-             | 0               | -                  | -                  | -                  | -           | -           | -           | 5      | 0      |
| Totale Avellino    | Totale Avellino           | Totale Avellino    | 13         | 1          |                 | 0               | 0               |                    | -                  | -                  |             | -           | -           | 13     | 1      |
| gen.-giu. 2003     | Viterbese                 | C1                 | 6          | 1          | CI-C            | -               | -               | -                  | -                  | -                  | -           | -           | -           | 6      | 1      |
| 2003-gen. 2004     | Isernia                   | C2                 | 15         | 2          | CI-C            | 0               | 0               | -                  | -                  | -                  | -           | -           | -           | 15     | 2      |
| gen.-giu. 2004     | Taranto                   | C1                 | 9          | 1          | CI-C            | -               | -               | -                  | -                  | -                  | -           | -           | -           | 9      | 1      |
| 2004-2005          | Gela                      | C2                 | 32         | 6          | CI-C            | 0               | 0               | -                  | -                  | -                  | -           | -           | -           | 32     | 6      |
| 2005-2006          | Gela                      | C1                 | 33         | 8          | CI-C            | 0               | 0               | -                  | -                  | -                  | -           | -           | -           | 33     | 8      |
| Totale Gela        | Totale Gela               | Totale Gela        | 65         | 14         |                 | 0               | 0               |                    | -                  | -                  |             | -           | -           | 65     | 14     |
| 2006-2007          | San Marino                | C1                 | 33+2       | 5          | CI-C            | 0               | 0               | -                  | -                  | -                  | -           | -           | -           | 34     | 5      |
| 2007-2008          | Portogruaro               | C2                 | 32         | 8          | CI-C            | 0               | 0               | -                  | -                  | -                  | -           | -           | -           | 32     | 8      |
| 2008-2009          | Portogruaro               | 1D                 | 32         | 7          | CI+CI-LP        | 2+0             | 0               | -                  | -                  | -                  | -           | -           | -           | 34     | 7      |
| Totale Portogruaro | Totale Portogruaro        | Totale Portogruaro | 64         | 15         |                 | 2               | 0               |                    | -                  | -                  |             | -           | -           | 66     | 15     |
| 2009-2010          | Mantova                   | B                  | 12         | 0          | CI              | 2               | 0               | -                  | -                  | -                  | -           | -           | -           | 14     | 0      |
| 2010-2011          | Siracusa                  | 1D                 | 27         | 2          | CI-LP           | 5               | 0               | -                  | -                  | -                  | -           | -           | -           | 32     | 2      |
| Totale Siracusa    | Totale Siracusa           | Totale Siracusa    | 85+4       | 14+1       |                 | 9               | 1               |                    | -                  | -                  |             | -           | -           | 98     | 16     |
| 2011-2012          | Trapani                   | 1D                 | 34+4       | 8          | CI+CI-LP        | 1+0             | 0               | -                  | -                  | -                  | -           | -           | -           | 39     | 8      |
| 2012-2013          | Trapani                   | 1D                 | 32         | 14         | CI+CI-LP        | 2+0             | 0               | -                  | -                  | -                  | SL-PD       | 1           | 0           | 35     | 14     |
| 2013-2014          | Trapani                   | B                  | 24         | 2          | CI              | 3               | 0               | -                  | -                  | -                  | -           | -           | -           | 27     | 2      |
| 2014-2015          | Trapani                   | B                  | 32         | 8          | CI              | 0               | 0               | -                  | -                  | -                  | -           | -           | -           | 32     | 8      |
| Totale Trapani     | Totale Trapani            | Totale Trapani     | 122+4      | 32         |                 | 6               | 0               |                    | -                  | -                  |             | 1           | 0           | 133    | 32     |
| 2015-2016          | Brescia                   | B                  | 19         | 2          | CI              | 2               | 0               | -                  | -                  | -                  | -           | -           | -           | 21     | 2      |
| 2016-2017          | Virtus Francavilla        | LP                 | 33+3       | 9          | CI-LP           | 1               | 0               | -                  | -                  | -                  | -           | -           | -           | 37     | 9      |
| ott. 2017-2018     | Pro Piacenza              | C                  | 24         | 1          | CI+CI-C         | 0               | 0               | -                  | -                  | -                  | -           | -           | -           | 24     | 1      |
| 2018-2019          | Flaminia CivitaCastellana | D                  | 25         | 2          | CI-D            | 0               | 0               | -                  | -                  | -                  | -           | -           | -           | 25     | 2      |
| Totale carriera    | Totale carriera           | Totale carriera    | 529+13     | 99+1       |                 | 22              | 1               |                    | -                  | -                  |             | 1           | 0           | 565    | 101    |

## Palmarès

### Club

#### Competizioni nazionali
- Lega Pro Prima Divisione: 1

Trapani: 2012-2013